# Cuthona abronia
Cuthona abronia is een slakkensoort uit de familie van de Cuthonidae. De wetenschappelijke naam van de soort is voor het eerst geldig gepubliceerd in 1966 door MacFarland.